# 샤넬 프레스턴
샤넬 프레스턴(Chanel Preston, 1985년 12월 1일 ~ )은 미국의 포르노 배우이다.